# Chanpurū
Chanpurū (ちゃんぷるー?) es una forma popular de un plato frito de Okinawa, por lo general contienen verduras, tofu, y algún tipo de carne o pescado. Fiambre de carne (como SPAM o jamón danés), huevo, moyashi y goya (melón amargo) son otros ingredientes comunes.

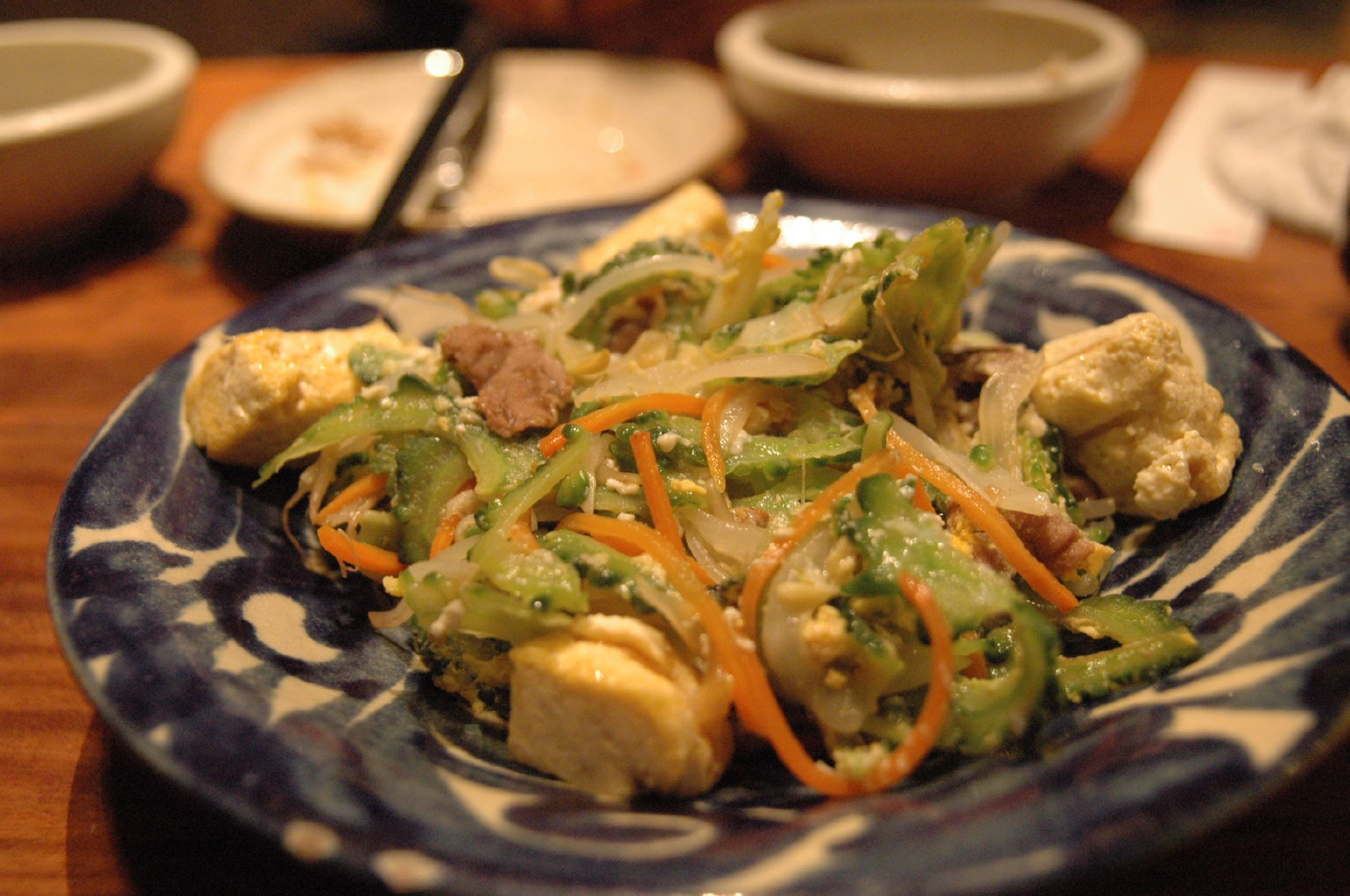
Gōyā chanpurū.

"Chanpurū" es en Okinawense el nombre para "algo mixto", la palabra es a veces utilizada para referirse a la cultura de Okinawa, ya que puede ser vista como una mezcla de cultura tradicional Ryūkyū, china, japonesa e indo-malaya. Se cree que procede de la palabra indonesa "campur", que significa mezcla.
Durante mucho tiempo una especialidad que solo se encontraba yendo a Okinawa, el chanpurū en los últimos años a través de la televisión logró un mayor interés en conocer la cultura de Okinawa, por lo cual este plato culinario se extendió a muchos restaurantes en Japón.

## Tipos de chanpurū

### Gōyā chanpurū
El goya chanpurū consta de Goya (melón amargo), otras verduras, tofu, y ya sea SPAM, tocino, carne de vientre de cerdo en rodajas finas, o conservas de atún.

### Tōfu chanpurū
Tofu frito y revuelto con verduras y SPAM, tocino, carne de vientre de cerdo en rodajas finas, o conservas de atún. A diferencia del tofu de Japón, el tofu de Okinawa es firme y no se desmorona cuando se frié.

### Fū chanpurū

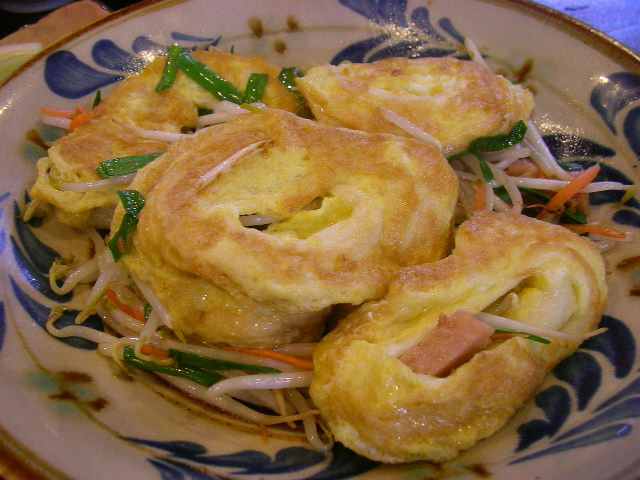
Fū chanpurū.

Una especie de pan blando hecho de trigo, agua y huevo. Se revuelve y frié con vegetales y carne arriba.

### Sōmen chanpurū

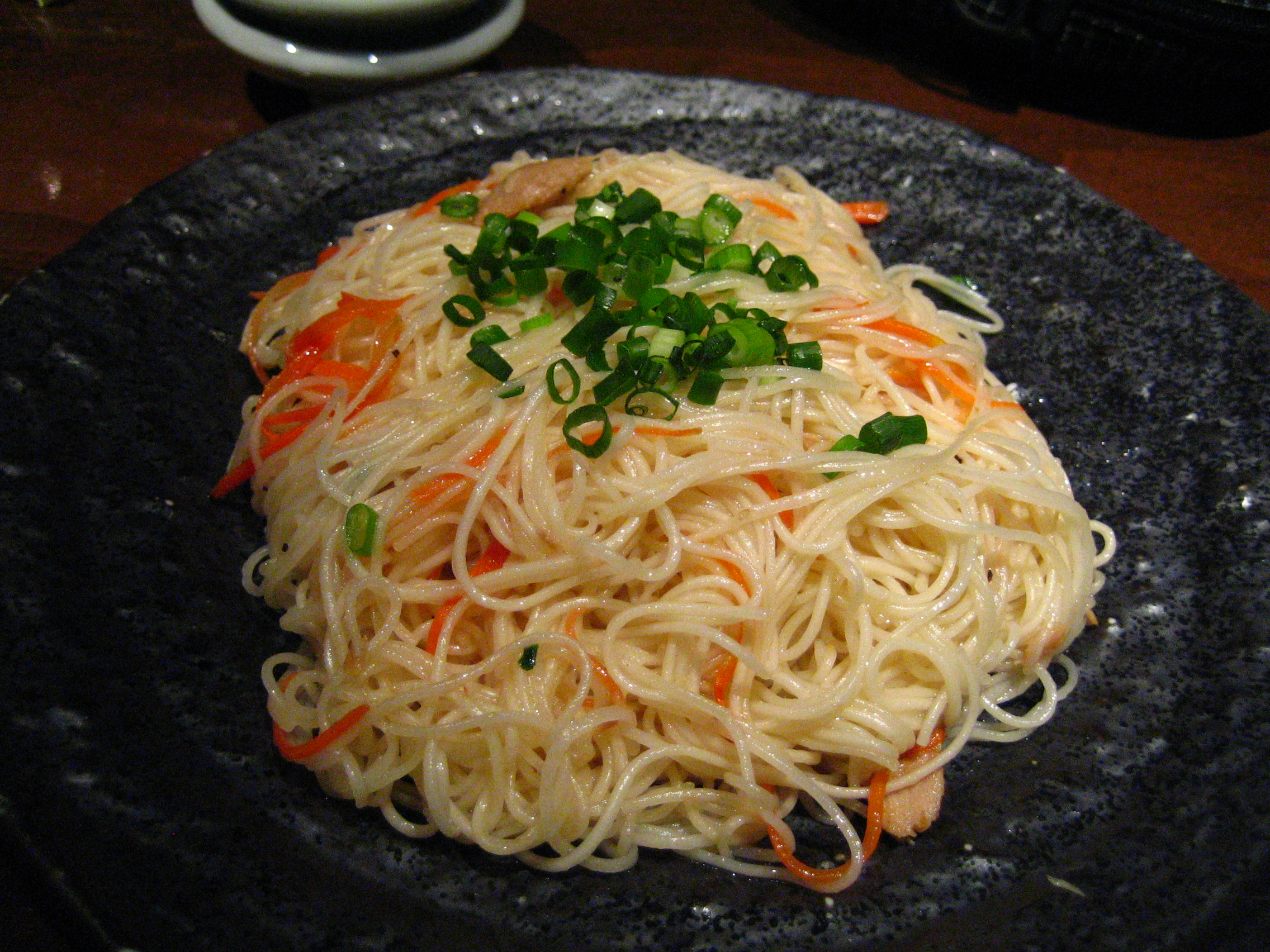
Sōmen chanpurū.

Sōmen (o sōmin) son fideos muy delgados parecidos a la pasta cabello de ángel. Se menean ligeramente al freírse con cebolla verde y la carne arriba.

### La cultura chanpurū
El "chanpurū" (a veces escrito y pronunciado Champloo) es la traducción del  Okinawense para "algo mixto" y a los Okinawenses les enorgullece la descripción de su cultura y las actitudes tradicionales con respecto a las personas y los alimentos como el "chanpurū". Ellos citan ejemplos de su feliz aceptación en los temas culturales extranjeros como la popularidad del Awamori (originalmente un licor de Tailandia), Los tacos con arroz (de México) y el Rafute (un plato chino de carne).
"La cultura chanpurū" es un término que se utiliza para significar una forma fácil de llevar la cultura de Okinawa de la cual se enorgullecen de tener. La serie de anime Samurai Champloo utiliza el término en su título sobre la base de su anacrónica mezcla de eventos en el período Edo, con una sensibilidad contemporánea. Uno de los principales personajes es también de las islas Ryukyu.